# Walker Peak
Der Walker Peak ist ein spitzer und 1495 m hoher Berg im westantarktischen Queen Elizabeth Land. Er markiert das südwestliche Ende des Dufek-Massivs in den Pensacola Mountains.
Der United States Geological Survey kartierte ihn anhand eigener Vermessungen und mithilfe von Luftaufnahmen der United States Navy zwischen 1956 und 1966. Das Advisory Committee on Antarctic Names benannte ihn 1968 nach dem US-amerikanischen Glaziologen Paul Thomas Walker (1934–1959), der zu derjenigen auf der Ellsworth-Station stationierten Mannschaft gehörte, die im Dezember 1957 als erste das Dufek-Massiv erkundete.